# 京都府道・兵庫県道704号鱒留但東線
京都府道・兵庫県道704号鱒留但東線（きょうとふどう・ひょうごけんどう704ごう ますどめたんとうせん）は、京都府京丹後市から兵庫県豊岡市に至る一般府県道である。

## 概要
京都府京丹後市峰山町鱒留から兵庫県豊岡市但東町中藤に至る。
府県境（大成峠）は車両通行不能区間となっており、分断されている。

### 路線データ
- 起点：京都府京丹後市峰山町鱒留（大路口交差点、国道312号交点）
- 終点：兵庫県豊岡市但東町中藤（京都府道・兵庫県道2号宮津養父線交点）

## 地理

### 通過する自治体
- 京都府
  - 京丹後市
- 兵庫県
  - 豊岡市

### 交差する道路
| 交差する道路                    | 都道府県名 | 市町村名 | 交差する場所 | 交差する場所        |
| ------------------------------- | ---------- | -------- | ------------ | ------------------- |
| 国道312号 国道482号 重複        | 京都府     | 京丹後市 | 峰山町鱒留   | 大路口交差点 / 起点 |
| 通行不能区間                    |            |          |              |                     |
| 京都府道・兵庫県道2号宮津養父線 | 兵庫県     | 豊岡市   | 但東町中藤   | 終点                |

### 沿線
- 乙女神社
- 天女の里
- 磯砂山

### 峠
- 京都府
  - 大成峠（京丹後市 - 兵庫県豊岡市）